# Tommy Hall (cầu thủ bóng đá, sinh 1891)
Thomas Hall (4 tháng 9 năm 1891 – sau 1925) là một cầu thủ bóng đá người Anh từng thi đấu chuyên nghiệp ở vị trí tiền đạo tầm xa cho Sunderland, Newcastle United và Gillingham, có 190 lần ra sân ở Football League. Ông giải nghệ năm 1926 để trở thành người huấn luyện cho câu lạc bộ ở vùng Kent.